# Komančové
Komančové jsou indiánský kmen, původní obyvatelé z oblasti severoamerických Velkých plání. Kdysi obývali velké území zvané Komančérie, zahrnující severozápadní Texas a přilehlé části Nového Mexika, Oklahomy a Kansasu. Dnes žije asi 14 700 Komančů převážně v okolí města Lawton (stát Oklahoma).

## Komančské kmeny
Název kmene Komančů pochází z jazyka Ute, kde kohmahtse znamená Stojí proti nám, sami se označovali jako Nemene "Lidé". Komančové se dělili do 13 teritoriálních skupin, z nichž nejvýznamnější byli Penatikové (Jedlíci medu) v jižním Texasu, severněji žijící Jamparikové (Jedlíci kořenů), Kotskotikové (Jedlíci bizoního masa) a Kwahadiové (Vidlorozi) v poušti Llano Estacado. Každá skupina byla nezávislou jednotou, vedenou samostatným náčelníkem. Komančové neznali dělení na klany ani neudržovali válečnické spolky.

## Způsob života

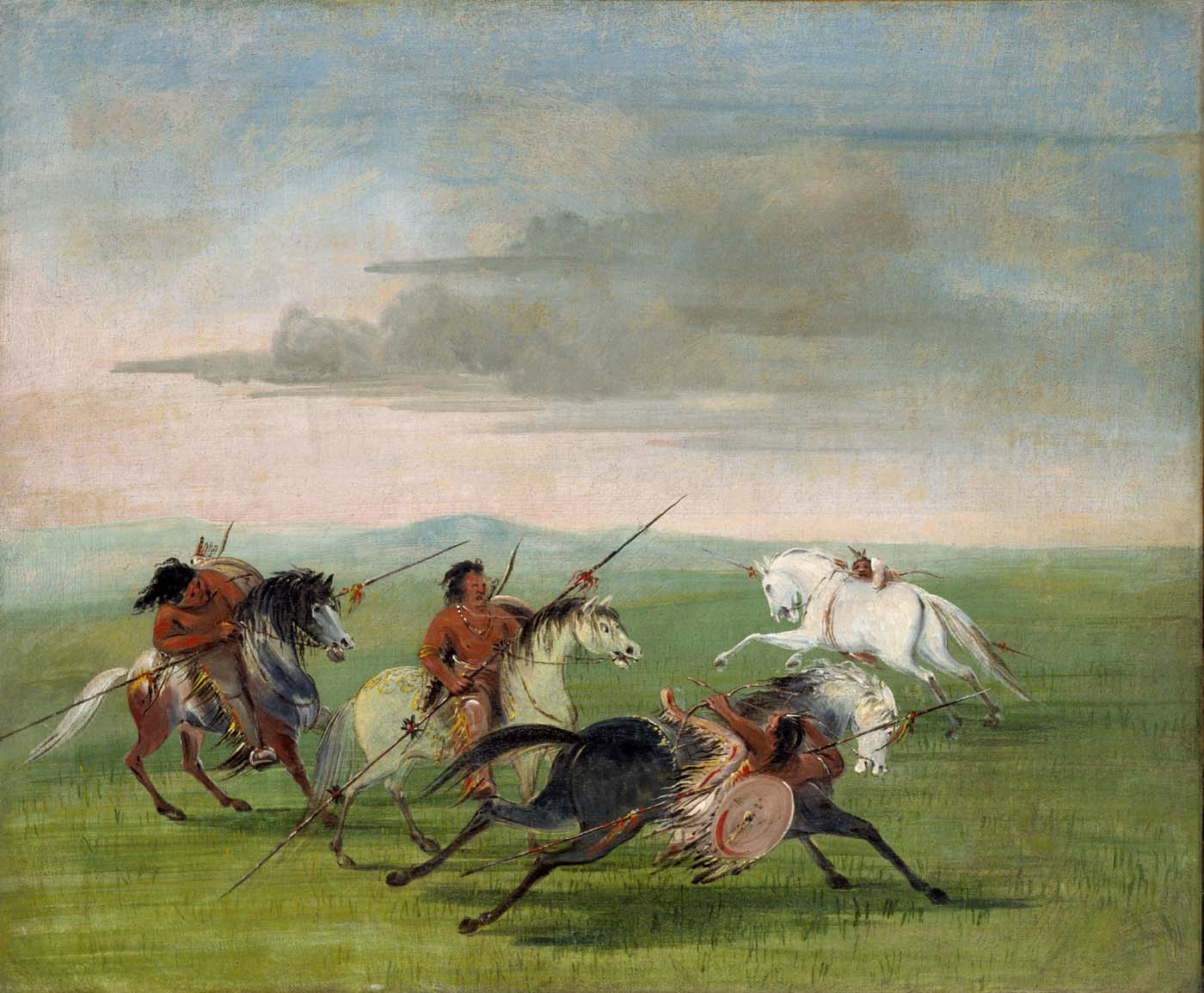
Komančové byli proslulí svým jezdeckým uměním, kresba George Catlina z roku 1834

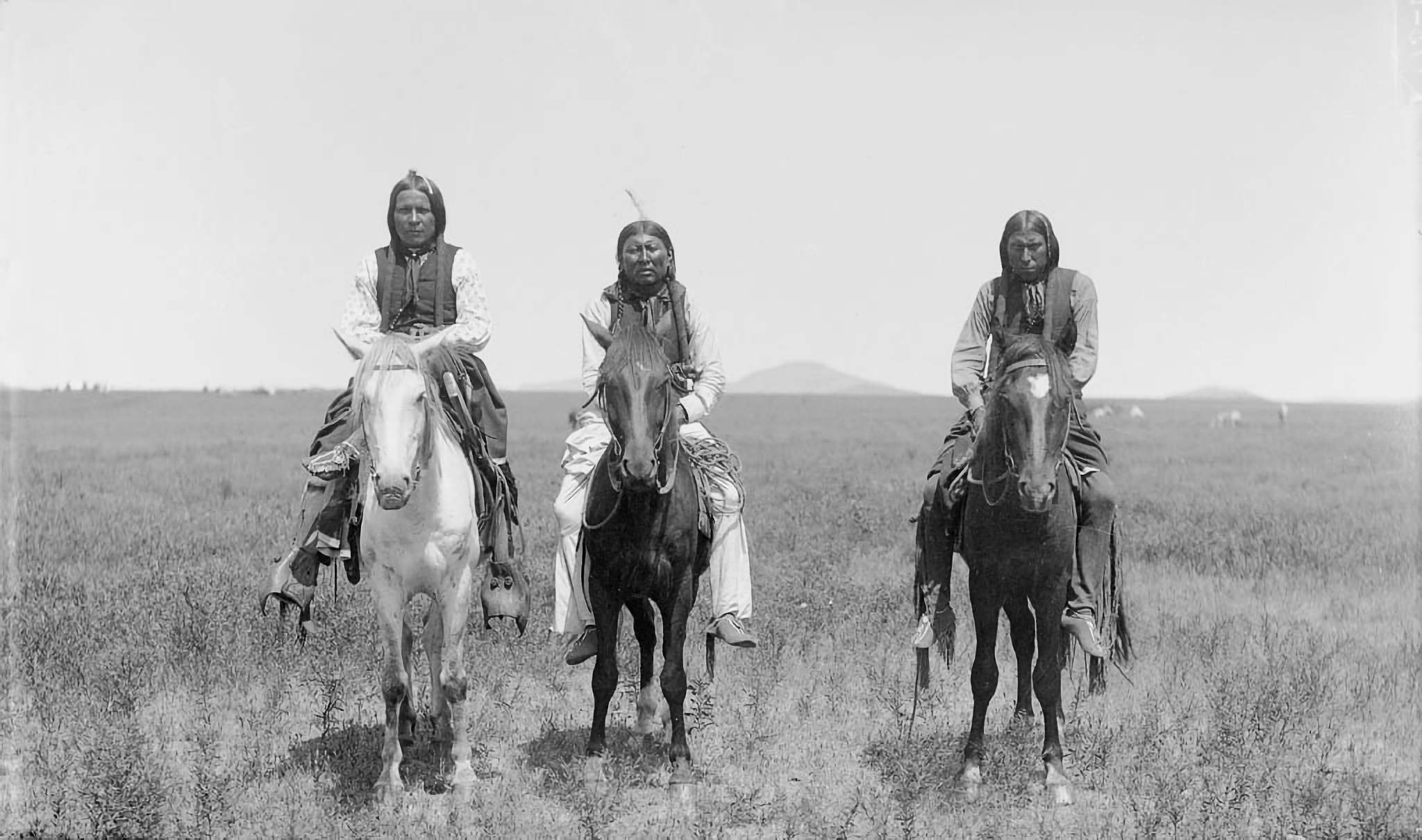
Válečníci kmene Komančů vyfocení v roce 1892

Komančové byli zpočátku kočovnými lovci a sběrači, žili ve snadno přenosných tee-pee. Způsobem života se podobali severněji žijícím Lakotům a Šajenům. Mezi ostatními indiány se vyznačovali tím, že byli vynikajícími jezdci, chovateli (ale také) zloději koní. Živili se převážně lovem bizonů, které lovili v průběhu léta a podzimu, aby si vytvořili zásoby na zimu. S lehkou výzbrojí na vytrvalých mustanzích byli rovněž obávanými válečníky, kteří vynikali v umění nenadálých přepadů. Zabité nepřátele skalpovali, skalpy s oblibou připevňovali k uzdám svých koní jako ozdobu. Od ostatních prérijních indiánů se lišili i vzhledem, nenosili např. nikdy čelenky z orlích per ani rohaté bizoní čepice. Vlasy si obě pohlaví zaplétala do dvou copů, muži je mívali zpravidla delší než ženy. Oděvy i tee-pee byly méně zdobené, nepoužívali tolik korálků ani výšivek urzoními ostny. Lišili se i svými zvyky, např. tím, že velmi staré příslušníky kmene často při kočování ponechali osudu ve starém tábořišti nebo je dokonce usmrtili. Toto chování bylo dáno zřejmě omezeným množstvím potravy. V duchovní kultuře hrál od 19. stol. výraznou roli halucinogenní kaktus peyotl.
Komančové měli dobré vztahy se svými severními sousedy Kajovy a od konce 18. stol. žili v míru rovněž s většinou apačských skupin. Válčili s Arapahy, Pónýji, Lipan – Apači a zejména s kanibalskými Tonkawy, které v polovině 19. stol. Komančové téměř vyhubili. Na severovýchodě sídlili nepřátelští Osedžové.

## Dějiny a kontakty s Evropany

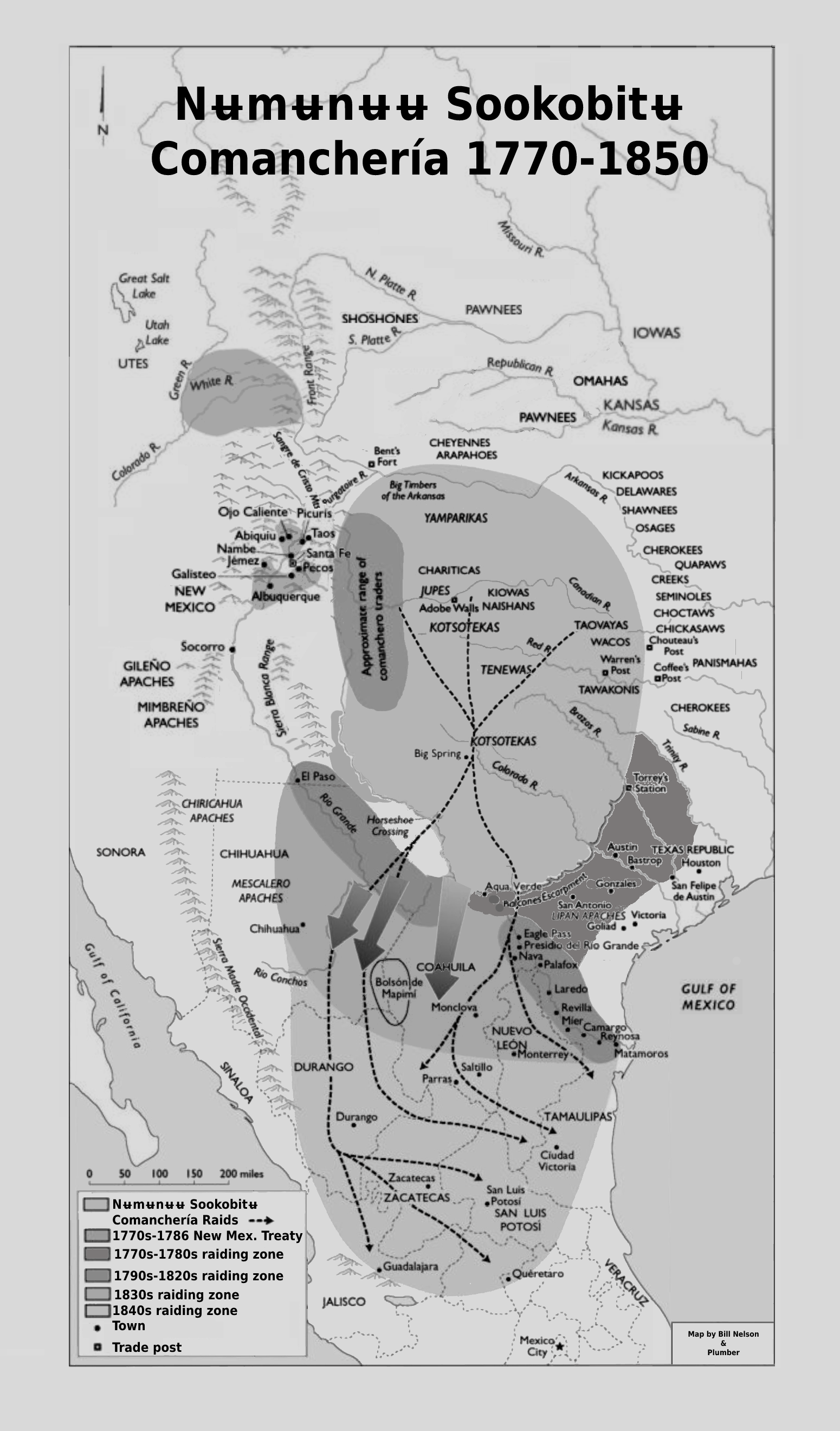
Území Komančů a nájezdy do Mexika v letech 1770–1850

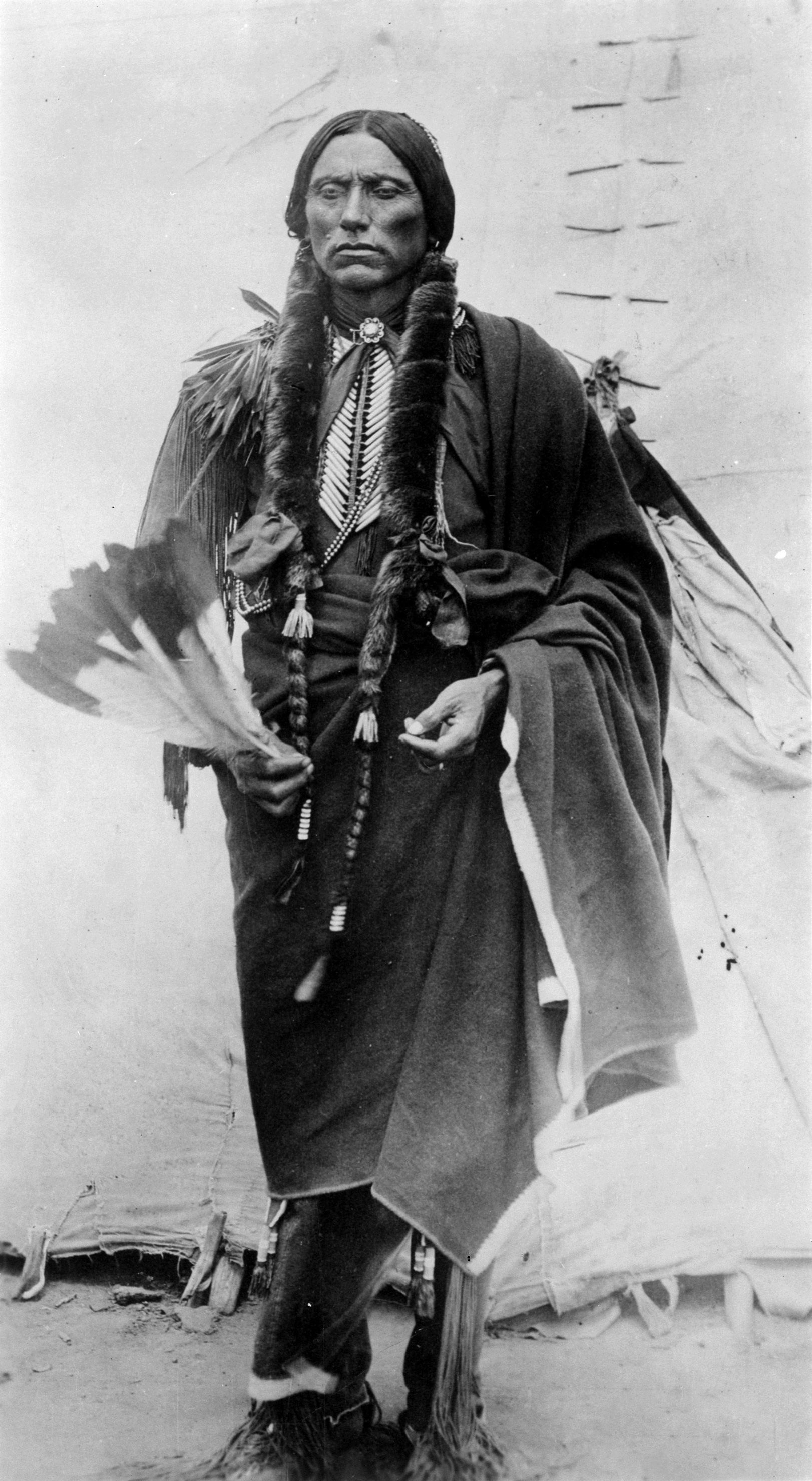
Náčelník Komančů Quanah Parker

Komančové byli původně součástí etnické skupiny Šošonů žijící ve Skalistých horách, okolo roku 1700 přesídlili na jih a začali žít v oblasti mezi řekou Arkansas a středním Texasem. Přizpůsobili se životu na prériích založenému na lovu bizonů a chovu koní. Komančové byli po více 150 let dominantní indiánský kmen v jižní části Velkých plání. Poslední nezávislé skupiny Komančů se vzdaly armádě Spojených států v roce 1875. 

### 18. století
Při své migraci na jih Velkých planin útočili na Apače, se kterými vedli války po většinu 18. století a postupně je vytlačili z Velkých planin do nehostinných hor na západě nebo na jih. Jejich nomádský způsob života bez stálých sídel jim dával výhodu nad polousedlými Apači. 
K prvním kontaktům s Evropany došlo již v 18. století. Roku 1758 Komančové pronikli do Mexika, kde vyplenili misii poblíž řeky Sanaba, což mělo za následek odvetné akce Španělů. V letech 1772–1780 však v důsledku stálých nájezdů Španělé s Komanči uzavřeli mír. Od počátku 19. začali Komančové obchodovat s mexickými obchodníky, známými jako comancheros. Ti od indiánů kupovali koně, dobytek a někdy i otroky výměnou za pušky a alkohol.

### 19. století
Komančové podnikali časté nájezdy na území Mexika a do Texasu, při kterých zabíjeli muže a unášeli mladé ženy a starší děti. Nejznámější unesenou byla bílá dívka Cynthia Ann Parker, kterou unesli v květnu 1836 při útoku na usedlost její rodiny ve východním Texasu. V roce 1823 byl založen ozbrojený oddíl Texas Rangers, který měl za úkol chránit anglo-americké osadníky na území mexického Texasu před nájezdy Komančů a dalších indiánských kmenů.  
Boje s Mexičany a Američany i nemoci zavlečené bílými osadníky snížily počet Komančů během 19. století ze zhruba 40 000 v roce 1840 na 1500 koncem 19. stol. Fatální dopad na ně měla zvláště epidemie cholery z let 1849–50. K nejznámějším náčelníkům epochy indiánských válek patřili náčelník Deset medvědů nebo především Quanah Parker, syn unesené a adoptované dívky Cyntie Ann Parkerové a náčelníka Pety Nocony. Quanah Parker i další náčelníci se během oslabení Texaské vlády kvůli občanské válce vydali na řadu krvavých a loupeživých výpadů, jež vyústily v dohodu z roku 1866. Ta byla oběma stranami porušována a Komančové tak zažili nejúspěšnější období, kdy ukořistili tisíce koňů, mul a zlikvidovali desítky sídel bílých osadníků. Výbojné války a snahy o násilnou christianizaci vedly na konci 19. století k drastickému snížení počtu Komančů. Přispělo k tomu mimo jiné omezování jejich lovišť, hromadné zabíjejí bizonů i výpad plukovníka Ranalda Slidella Mackenzieho v roce 1875.
Indiánům došlo, že jejich nejsurovější války vždy končí uzavřením nějaké dohody, která jim vynese množství překrásných dárů a výrazů přátelství a důvěry. Došli tedy k názoru, že nejsnazším způsobem, jak přijít k penězům a jinému majetku, je podle Tatumových slov „vydat se na válečnou stezku, pozabíjet pár bělochů, ukrást mnoho koní a mul, nakonec uzavřít dohodu a tím si na podzim zabezpečit štědré dary a bohatý přísun zásob.“
S. C. Gwynne, Říše letního měsíce. Vzestup a pád národa komančů.

### 20.–21. století
Dnes žijí Komančové usedle, hovoří převážně anglicky. Komančštinou v roce 2000 mluvilo 200 osob z 10 000 Komančů, kteří žijí v komančsko-kajovsko-apačské rezervaci v jihozápadní části amerického státu Oklahoma. Nejvíce mluvčích představují staří lidé. 
Někteří Komančové vyznávají křesťanství, jiní se hlásí k Native American Church, kterou založil komančský náčelník Quanah Parker a patří k nejvzdělanějším indiánským etnikům – mají i vlastní vysokou školu, Comanche Nation College.

## Zajímavost
- Ottův slovník naučný je charakterizuje takto, sice zajímavě, ale z dnešního pohledu silně eurocentrickým způsobem: "Jsou menší postavy než jejich sousedi, ale jinak silného vzrůstu, mají obličej velmi pravidelný výrazu ušlechtilého a pleť světlejší, ale jsou náchylni k tloustnutí. Jsou ukrutní, bojovní, loupeživí, zrádní a nespolehliví, ale jinak povahy živé a veselé, hovorní, ale k cizincům odměření a vážní. Velice milují hry, závody a tanec. Dříve výhradním pramenem jejich výživy byly lov a loupežení, při čemž podnikali nájezdy až hluboko do Mexika. Velmi brzo seznámili se s koňmi Evropany do Ameriky přivezenými a opatřovali si je lupem, hlavně v Mexiku. Poněvadž pak byli již od přirozenosti vždy v chůzi nemotorní, stali se brzo jezdci nad jiné dokonalými."
- Slovo „komanč“ se užívá jako hovorové, pejorativní označení komunisty.[6]